# Bəydövül
Bəydövül è un comune dell'Azerbaigian situato nel distretto di Göyçay. Conta una popolazione di 1 308 abitanti.